# Parasitoide

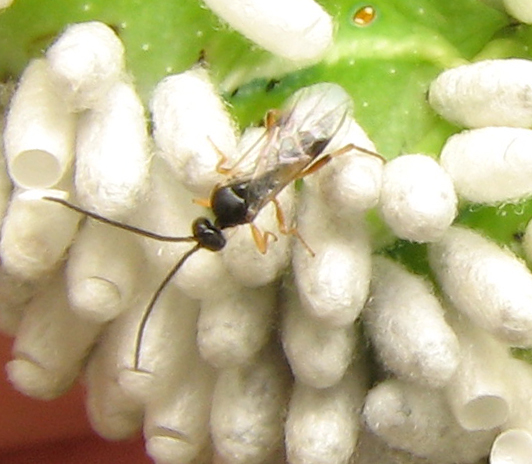
Endoparasitoide Cotesia congregata saliendo del capullo después de haber parasitado internamente a la oruga de Manduca sexta

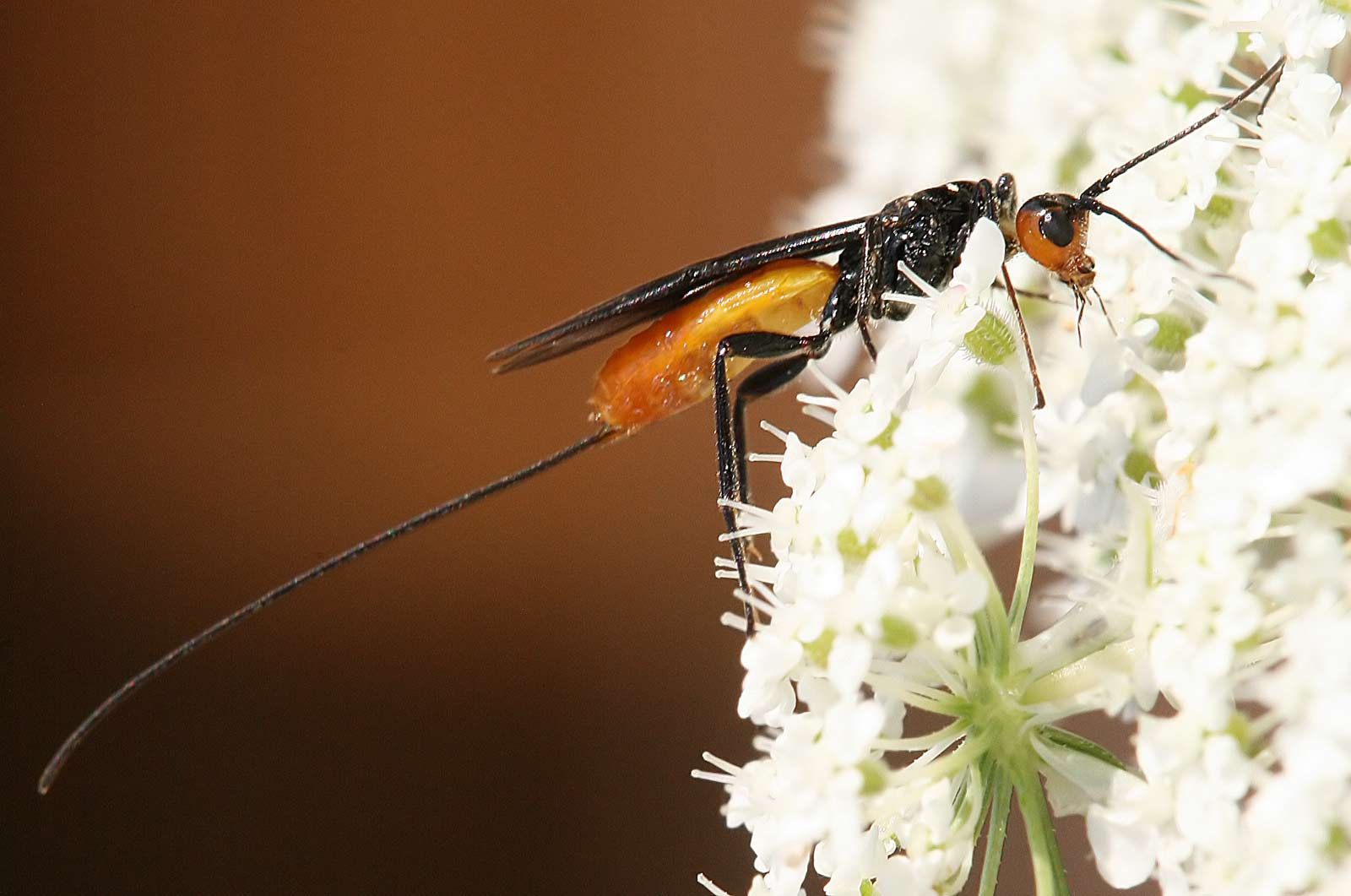
Avispa Braconidae, endoparasitoide de larvas de escarabajos de la madera

Un parasitoide es un organismo cuyas larvas se alimentan y desarrollan en el interior (endoparásitos) o en la superficie (ectoparásitos) del cuerpo de otro artrópodo, por lo general un insecto. Cada larva de parasitoide se desarrolla en un solo individuo o huésped al que termina matando. El parasitoide adulto es un insecto de vida libre que puede ser tanto herbívoro como depredador. La mayor parte de los parasitoides descritos son avispas (Hymenoptera), también existen moscas parasitoides (Diptera), unas pocas especies de escarabajos (Coleoptera), polillas  (Lepidoptera), neurópteros (Neuroptera), e incluso se ha descrito una especie de tricóptero (Trichoptera) parasitoide. Actualmente se conocen alrededor de 68 000 especies de parasitoides. Se estima que el total de especies de parasitoides debe ser de alrededor de 800 000.
Las características distintivas de los parasitoides son:
- al final de su ciclo larval el huésped muere (característica que lo diferencia de otros tipos de parásitos);
- cada parasitoide utiliza solo un huésped durante su ciclo de vida (característica que lo diferencia de la depredación).

Los parasitoides son por lo general mucho más específicos que los depredadores, y a diferencia de los parásitos pueden dispersarse activamente en busca de sus presas. Por estas razones tienen una gran importancia como agentes de control biológico de insectos plaga, principalmente en la agricultura, un claro ejemplo de parasitoide en agricultura es el himenóptero Eretmocerus mundus, que parasita a ejemplares de la mosca blanca del tabaco Bemisia tabaci.

## Tipos de parasitoides

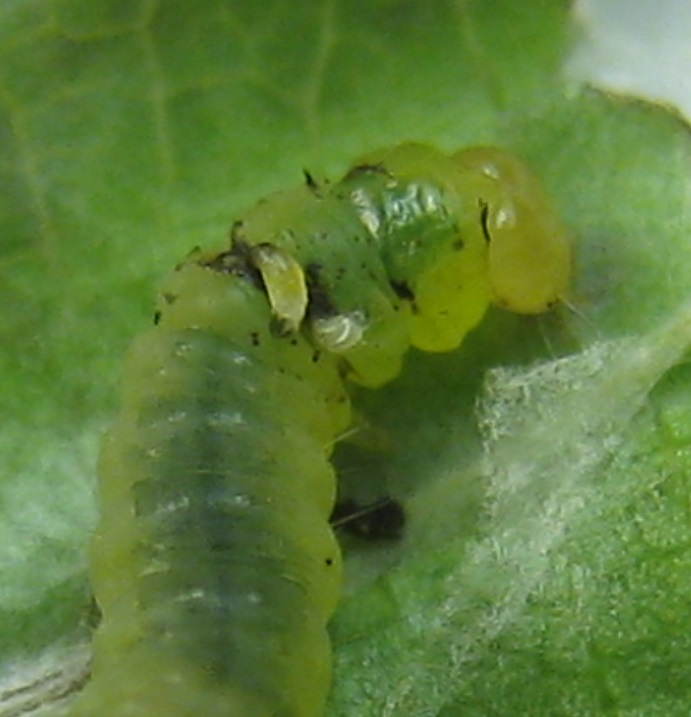
Larva de Phytodietus, ectoparasitoide de una oruga

### Según su localización respecto del huésped
- Endoparasitoide: la larva del parasitoide se alimenta y desarrolla en el interior del cuerpo del huésped.
- Ectoparasitoide: la larva del parasitoide se alimenta externamente del huésped.
- Mesoparasitoide: la larva del parasitoide se alimenta y desarrolla dentro y fuera del huésped.

### Según el número de parasitoides por huésped
- Solitario: un solo parasitoide se alimenta de un solo huésped.
- Gregario: varios parasitoides, en ocasiones centenares, se alimentan de un solo huésped, pudiendo desarrollarse la totalidad.

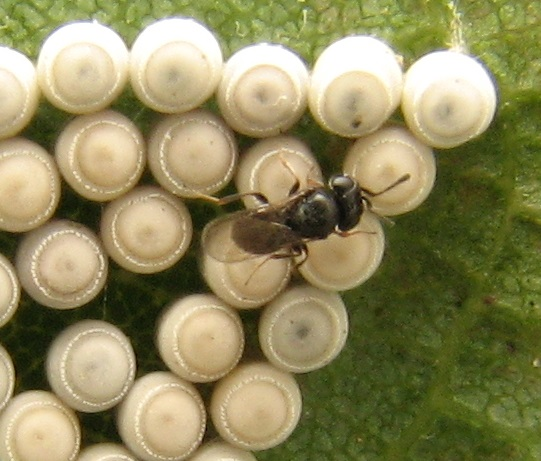
Trissolcus parasitando huevos de Chinavia

### Según el estadio en el cual atacan al huésped
- De huevos: El parasitoide se desarrolla en un huevo de insecto.
- De larvas: El parasitoide se desarrolla en la larva de otro insecto.
- De pupas: El parasitoide se desarrolla en la pupa de otro insecto.
- De ninfas: El parasitoide se desarrolla en la ninfa de otro insecto.
- De adultos: El parasitoide se desarrolla en la fase adulta de otro insecto.

### Según si el huésped es a su vez un parasitoide
- Hiperparasitoide: el hospedador es otro parasitoide.
- Hiperparasitoide facultativo: actúa como parasitoide, y cuando se ve en la necesidad como hiperparasitoide.
- Hiperparasitoide obligado: necesita obligatoriamente desarrollarse a expensas de un parasitoide.

### Según si el huésped se alimenta tras la parasitación
- Parasitoides koinobiontes (cenobiontes): en el momento de realizarse la puesta la hembra del parasitoide no mata al hospedador, y es la larva quien le produce la muerte.
- Parasitoides idiobiontes:  el huésped no se alimenta después de la parasitación por lo que el parasitoide solo dispone de los recursos del hospedero al momento de la oviposición para completar su desarrollo. Son considerados parasitoides idiobiontes los parasitoides de huevos, pupas y adultos, siendo estos últimos en muchos casos paralizados durante la oviposición).

## Tipos de parasitismo
- Superparasitismo: varios huevos de la misma especie son depositados por diferentes hembras en un mismo hospedador.
- Multiparasitismo: huevos de diferentes especies son puestos en el mismo hospedador, pudiendo desarrollarse las distintas especies hasta adulto.
- Hiperparasitismo: el hospedador es otro parasitoide. Puede ser un hiperparasitismo facultativo, si el insecto normalmente actúa como parasitoide pero tiene la capacidad de actuar como hiperparasitoide o hiperparasitismo obligado si el insecto necesita obligatoriamente desarrollarse a expensas de un parasitoide.
- Cleptoparasitismo: parasitoide que utiliza los recursos de otro parasitoide en su propio beneficio sin alimentarse de él. Por ejemplo, parasitoides que utilizan perforaciones hechas por otros parasitoides en superficies duras para introducir su ovipositor.[5]

## Insectos

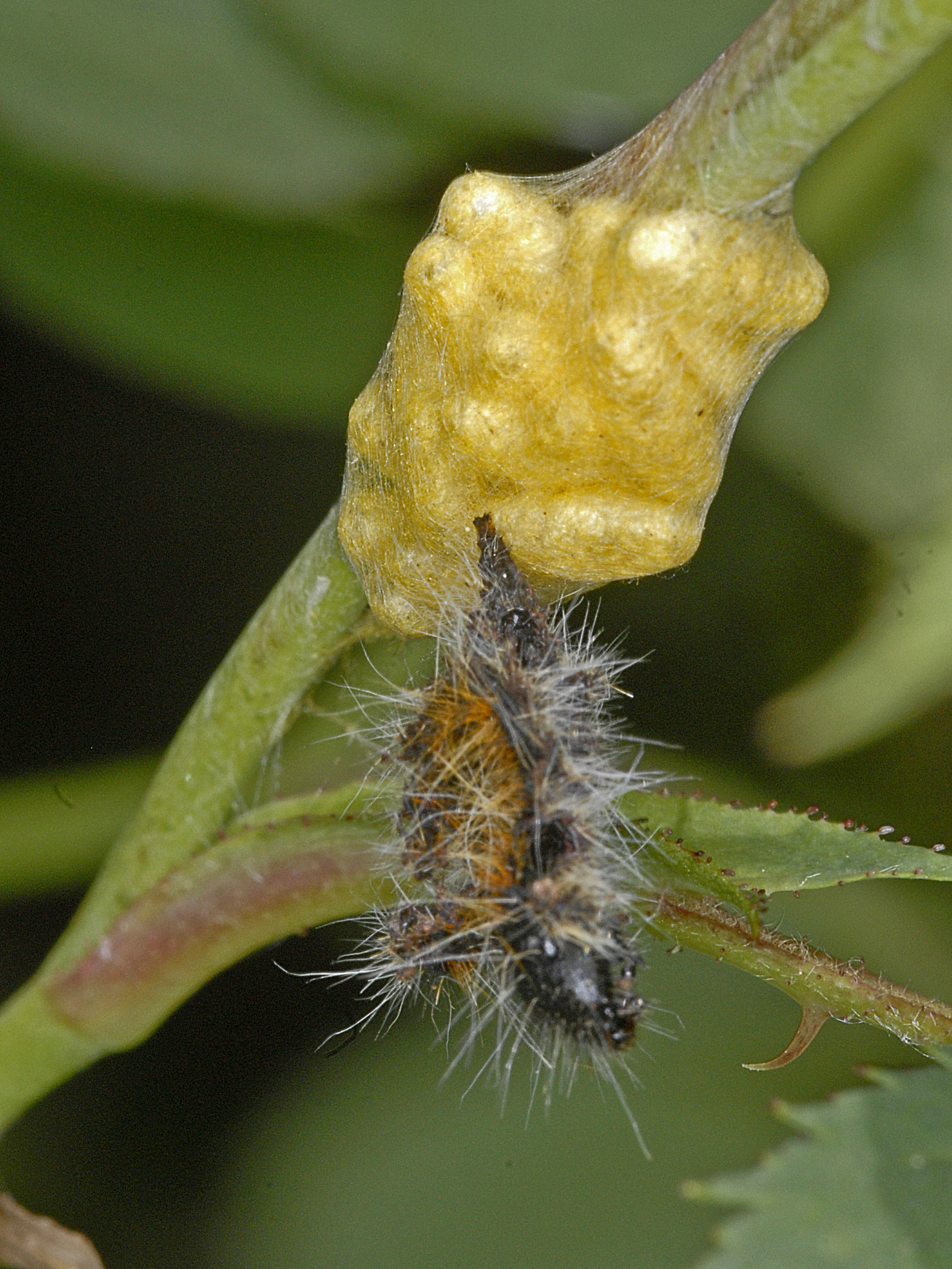
Pupas de Cotesia glomerata (avispa bracónida) y los restos de la oruga huésped

Aproximadamente el 10% de las especies descritas de insectos son parasitoides. Hay cuatro órdenes de insectos con muchas especies que se especializan en este tipo de ciclo vital. La mayoría son del orden  Hymenoptera; los llamados "Parasitica" o suborden Apocrita. Dentro de éstos los grupos más numerosos son las superfamilias Chalcidoidea e Ichneumonoidea (avispas ichneumónidas), seguidos por las superfamilias Proctotrupoidea y Platygastroidea. Además de los miembros de Parasitica, hay otros linajes de himenópteros con especies de parasitoides, tales como Chrysidoidea y Vespoidea, y los menos comunes de la familia Orussidae.
Los dípteros (orden Diptera) incluyen varias familias de parasitoides, la que tiene el mayor número de especies es Tachinidae. También hay otras familias más pequeñas como Pipunculidae, Conopidae y otras.
Los otros dos órdenes son Strepsiptera, un pequeño grupo compuesto exclusivamente de especies de parasitoides, y el orden Coleoptera (escarabajos), que incluye por lo menos dos familias: Ripiphoridae y Rhipiceridae, donde la mayoría de las especies son parasitoides, y la familia Staphylinidae con el género Aleochara.
Unos pocos miembros de otros órdenes también son parasitoides, dentro de ellos se destacan la familia Epipyropidae del orden Lepidoptera, con ectoparasitoides de Fulgoroidea.
Los parasitoides himenópteros suelen tener ciclos de vida muy particulares. En una familia, Trigonalidae, la avispa hembra deposita sus huevos en bolsitas hechas por su ovipositor al borde de las hojas. Cuando una oruga se alimenta de esas hojas traga algunos huevos, los que llegan al intestino de la oruga, donde hacen eclosión, perforan la pared intestinal y llegan a la cavidad abdominal. Allí buscan otras larvas parasitoides y se alimentan de ellas. Son parasitoides secundarios o hiperparasitoides. Algunas larvas de trigonálidos usan a la oruga como medio de transporte para ser llevados a los nidos de avispas sociales, donde parasitan a las larvas de la avispa.
Las relaciones se ven en el árbol filogenético siguiente. Los grupos que contienen parasitoides están en negrita, por ejemplo Coleoptera, con el número de especies de  parasitoides en el grupo en paréntesis, por ejemplo (10 clados). El número aproximado de especies dentro del total de especies del clado están en corchetes, por ejemplo [2,500 de 400,000].
|  | Raphidioptera                                                                         |
|  |                                                                                       |
|  | \| \| Megaloptera \| \| \| \| \| \| Neuroptera (1 clado) [c. 15 de 6,000] \| \| \| \| |
|  |                                                                                       |
|  | Megaloptera                                                                           |
|  |                                                                                       |
|  | Neuroptera (1 clado) [c. 15 de 6,000]                                                 |
|  |                                                                                       |

|  | Megaloptera                           |
|  |                                       |
|  | Neuroptera (1 clado) [c. 15 de 6,000] |
|  |                                       |

|  | Coleoptera (escarabajos) (10 clados) [c. 2,500 de 400,000] |
|  |                                                            |
|  | Strepsiptera (1 clado) [c. 600 de 600]                     |
|  |                                                            |

|  | Raphidioptera                                                                         |
|  |                                                                                       |
|  | \| \| Megaloptera \| \| \| \| \| \| Neuroptera (1 clado) [c. 15 de 6,000] \| \| \| \| |
|  |                                                                                       |
|  | Megaloptera                                                                           |
|  |                                                                                       |
|  | Neuroptera (1 clado) [c. 15 de 6,000]                                                 |
|  |                                                                                       |

|  | Megaloptera                           |
|  |                                       |
|  | Neuroptera (1 clado) [c. 15 de 6,000] |
|  |                                       |

|  | Coleoptera (escarabajos) (10 clados) [c. 2,500 de 400,000] |
|  |                                                            |
|  | Strepsiptera (1 clado) [c. 600 de 600]                     |
|  |                                                            |

|           | Symphyta |
|           | |
| (1 clado) | \| \| Orussoidea (avispas de la madera) [75 de 75] \| \| \| \| \| \| Apocrita [c. 50,000 de 100,000] \| \| \| \| |
|           | \| \| Orussoidea (avispas de la madera) [75 de 75] \| \| \| \| \| \| Apocrita [c. 50,000 de 100,000] \| \| \| \| |
|           | Orussoidea (avispas de la madera) [75 de 75]                                                                     |
|           | |
|           | Apocrita [c. 50,000 de 100,000]                                                                                  |
|           | |

|  | Orussoidea (avispas de la madera) [75 de 75] |
|  |                                              |
|  | Apocrita [c. 50,000 de 100,000]              |
|  |                                              |

|  | Diptera (moscas) (21 clados) [c. 17,000 de 125,000]        |
|  |                                                            |
|  | \| \| Mecoptera \| \| \| \| \| \| Siphonaptera \| \| \| \| |
|  |                                                            |
|  | Mecoptera                                                  |
|  |                                                            |
|  | Siphonaptera                                               |
|  |                                                            |

|  | Mecoptera    |
|  |              |
|  | Siphonaptera |
|  |              |

|  | Trichoptera (1 clado) [c. 10 de 14,500]                          |
|  |                                                                  |
|  | Lepidoptera (mariposas y polillas) (2 clados) [c. 40 de 180,000] |
|  |                                                                  |

|  | Diptera (moscas) (21 clados) [c. 17,000 de 125,000]        |
|  |                                                            |
|  | \| \| Mecoptera \| \| \| \| \| \| Siphonaptera \| \| \| \| |
|  |                                                            |
|  | Mecoptera                                                  |
|  |                                                            |
|  | Siphonaptera                                               |
|  |                                                            |

|  | Mecoptera    |
|  |              |
|  | Siphonaptera |
|  |              |

|  | Trichoptera (1 clado) [c. 10 de 14,500]                          |
|  |                                                                  |
|  | Lepidoptera (mariposas y polillas) (2 clados) [c. 40 de 180,000] |
|  |                                                                  |

|           | Symphyta |
|           | |
| (1 clado) | \| \| Orussoidea (avispas de la madera) [75 de 75] \| \| \| \| \| \| Apocrita [c. 50,000 de 100,000] \| \| \| \| |
|           | \| \| Orussoidea (avispas de la madera) [75 de 75] \| \| \| \| \| \| Apocrita [c. 50,000 de 100,000] \| \| \| \| |
|           | Orussoidea (avispas de la madera) [75 de 75]                                                                     |
|           | |
|           | Apocrita [c. 50,000 de 100,000]                                                                                  |
|           | |

|  | Orussoidea (avispas de la madera) [75 de 75] |
|  |                                              |
|  | Apocrita [c. 50,000 de 100,000]              |
|  |                                              |

|  | Diptera (moscas) (21 clados) [c. 17,000 de 125,000]        |
|  |                                                            |
|  | \| \| Mecoptera \| \| \| \| \| \| Siphonaptera \| \| \| \| |
|  |                                                            |
|  | Mecoptera                                                  |
|  |                                                            |
|  | Siphonaptera                                               |
|  |                                                            |

|  | Mecoptera    |
|  |              |
|  | Siphonaptera |
|  |              |

|  | Trichoptera (1 clado) [c. 10 de 14,500]                          |
|  |                                                                  |
|  | Lepidoptera (mariposas y polillas) (2 clados) [c. 40 de 180,000] |
|  |                                                                  |

|  | Diptera (moscas) (21 clados) [c. 17,000 de 125,000]        |
|  |                                                            |
|  | \| \| Mecoptera \| \| \| \| \| \| Siphonaptera \| \| \| \| |
|  |                                                            |
|  | Mecoptera                                                  |
|  |                                                            |
|  | Siphonaptera                                               |
|  |                                                            |

|  | Mecoptera    |
|  |              |
|  | Siphonaptera |
|  |              |

|  | Trichoptera (1 clado) [c. 10 de 14,500]                          |
|  |                                                                  |
|  | Lepidoptera (mariposas y polillas) (2 clados) [c. 40 de 180,000] |
|  |                                                                  |

|  | Raphidioptera                                                                         |
|  |                                                                                       |
|  | \| \| Megaloptera \| \| \| \| \| \| Neuroptera (1 clado) [c. 15 de 6,000] \| \| \| \| |
|  |                                                                                       |
|  | Megaloptera                                                                           |
|  |                                                                                       |
|  | Neuroptera (1 clado) [c. 15 de 6,000]                                                 |
|  |                                                                                       |

|  | Megaloptera                           |
|  |                                       |
|  | Neuroptera (1 clado) [c. 15 de 6,000] |
|  |                                       |

|  | Coleoptera (escarabajos) (10 clados) [c. 2,500 de 400,000] |
|  |                                                            |
|  | Strepsiptera (1 clado) [c. 600 de 600]                     |
|  |                                                            |

|  | Raphidioptera                                                                         |
|  |                                                                                       |
|  | \| \| Megaloptera \| \| \| \| \| \| Neuroptera (1 clado) [c. 15 de 6,000] \| \| \| \| |
|  |                                                                                       |
|  | Megaloptera                                                                           |
|  |                                                                                       |
|  | Neuroptera (1 clado) [c. 15 de 6,000]                                                 |
|  |                                                                                       |

|  | Megaloptera                           |
|  |                                       |
|  | Neuroptera (1 clado) [c. 15 de 6,000] |
|  |                                       |

|  | Coleoptera (escarabajos) (10 clados) [c. 2,500 de 400,000] |
|  |                                                            |
|  | Strepsiptera (1 clado) [c. 600 de 600]                     |
|  |                                                            |

|           | Symphyta |
|           | |
| (1 clado) | \| \| Orussoidea (avispas de la madera) [75 de 75] \| \| \| \| \| \| Apocrita [c. 50,000 de 100,000] \| \| \| \| |
|           | \| \| Orussoidea (avispas de la madera) [75 de 75] \| \| \| \| \| \| Apocrita [c. 50,000 de 100,000] \| \| \| \| |
|           | Orussoidea (avispas de la madera) [75 de 75]                                                                     |
|           | |
|           | Apocrita [c. 50,000 de 100,000]                                                                                  |
|           | |

|  | Orussoidea (avispas de la madera) [75 de 75] |
|  |                                              |
|  | Apocrita [c. 50,000 de 100,000]              |
|  |                                              |

|  | Diptera (moscas) (21 clados) [c. 17,000 de 125,000]        |
|  |                                                            |
|  | \| \| Mecoptera \| \| \| \| \| \| Siphonaptera \| \| \| \| |
|  |                                                            |
|  | Mecoptera                                                  |
|  |                                                            |
|  | Siphonaptera                                               |
|  |                                                            |

|  | Mecoptera    |
|  |              |
|  | Siphonaptera |
|  |              |

|  | Trichoptera (1 clado) [c. 10 de 14,500]                          |
|  |                                                                  |
|  | Lepidoptera (mariposas y polillas) (2 clados) [c. 40 de 180,000] |
|  |                                                                  |

|  | Diptera (moscas) (21 clados) [c. 17,000 de 125,000]        |
|  |                                                            |
|  | \| \| Mecoptera \| \| \| \| \| \| Siphonaptera \| \| \| \| |
|  |                                                            |
|  | Mecoptera                                                  |
|  |                                                            |
|  | Siphonaptera                                               |
|  |                                                            |

|  | Mecoptera    |
|  |              |
|  | Siphonaptera |
|  |              |

|  | Trichoptera (1 clado) [c. 10 de 14,500]                          |
|  |                                                                  |
|  | Lepidoptera (mariposas y polillas) (2 clados) [c. 40 de 180,000] |
|  |                                                                  |

|           | Symphyta |
|           | |
| (1 clado) | \| \| Orussoidea (avispas de la madera) [75 de 75] \| \| \| \| \| \| Apocrita [c. 50,000 de 100,000] \| \| \| \| |
|           | \| \| Orussoidea (avispas de la madera) [75 de 75] \| \| \| \| \| \| Apocrita [c. 50,000 de 100,000] \| \| \| \| |
|           | Orussoidea (avispas de la madera) [75 de 75]                                                                     |
|           | |
|           | Apocrita [c. 50,000 de 100,000]                                                                                  |
|           | |

|  | Orussoidea (avispas de la madera) [75 de 75] |
|  |                                              |
|  | Apocrita [c. 50,000 de 100,000]              |
|  |                                              |

|  | Diptera (moscas) (21 clados) [c. 17,000 de 125,000]        |
|  |                                                            |
|  | \| \| Mecoptera \| \| \| \| \| \| Siphonaptera \| \| \| \| |
|  |                                                            |
|  | Mecoptera                                                  |
|  |                                                            |
|  | Siphonaptera                                               |
|  |                                                            |

|  | Mecoptera    |
|  |              |
|  | Siphonaptera |
|  |              |

|  | Trichoptera (1 clado) [c. 10 de 14,500]                          |
|  |                                                                  |
|  | Lepidoptera (mariposas y polillas) (2 clados) [c. 40 de 180,000] |
|  |                                                                  |

|  | Diptera (moscas) (21 clados) [c. 17,000 de 125,000]        |
|  |                                                            |
|  | \| \| Mecoptera \| \| \| \| \| \| Siphonaptera \| \| \| \| |
|  |                                                            |
|  | Mecoptera                                                  |
|  |                                                            |
|  | Siphonaptera                                               |
|  |                                                            |

|  | Mecoptera    |
|  |              |
|  | Siphonaptera |
|  |              |

|  | Trichoptera (1 clado) [c. 10 de 14,500]                          |
|  |                                                                  |
|  | Lepidoptera (mariposas y polillas) (2 clados) [c. 40 de 180,000] |
|  |                                                                  |

## Control biológico
Los parasitoides son los controles biológicos más usados. Para los granjeros y horticultores, el grupo más importante es el de la superfamilia Ichneumonoidea. Muchos se alimentan de orugas de Lepidoptera. Los de la familia Braconidae atacan orugas y también áfidos. Las avispas cálcidas (Chalcidoidea) atacan larvas de la mariposa de la col, áfidos e insectos escamas.
Las moscas taquínidas son todas parasitoides y algunas son útiles como controles biológicos. Parasitan orugas, larvas de escarabajos, incluyendo al escarabajo japonés  y chinches.